# شکسگام رود
شکسگام رود رودی است به زرفشان رود می‌ریزد. این رود از کشورهای چین و پاکستان می‌گذرد.